# Roger Rose

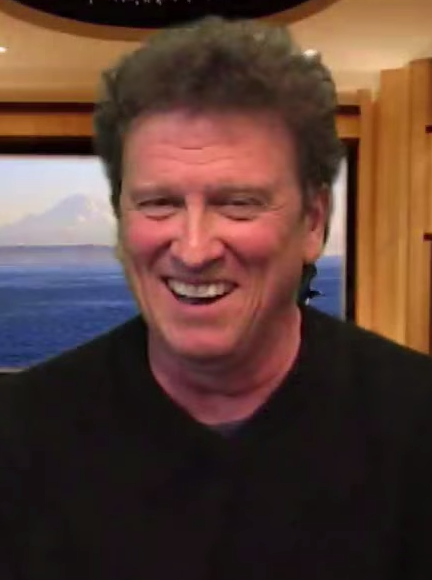
Roger Rose

Roger Rose (* 15. August 1958 in Chicago, Illinois) ist ein US-amerikanischer Schauspieler und Synchronsprecher.

## Werdegang
Roger Rose ist der Sohn des bekannten Radiomoderators Hill Rose. Seine erste Rolle als Schauspieler hatte er 1981 in der Fernsehserie Buck Rogers. In den achtziger Jahren verkörperte Rose Rollen in Filmen wie Frauen waren sein Hobby (1983) und Freitag der 13. Teil VI – Jason lebt (1986). Seine wohl bekannteste Rolle hatte er 1990 in der Filmkomödie Ski Academy, in der er als Hauptdarsteller zu sehen war.
Ab Mitte der 1980er Jahre konzentrierte Rose sich verstärkt auf Synchronarbeit und ist seitdem als Sprecher tätig, dessen Stimme sowohl in Animationsfilmen als auch in Zeichentrickserien und Videospielen zu hören war. Bekannte Filme, wo er als Synchronsprecher mitwirkte, sind unter anderem Bärenbrüder (2003) und Happy Feet (2006). Hinzu kommen Sprecherrollen in mehreren Animationsserien von Disney und DC sowie in Spielen wie Tony Hawk’s Downhill Jam und Assassin’s Creed II.

## Filmografie (Auswahl)
- 1981: Buck Rogers (Fernsehserie)
- 1983: Frauen waren sein Hobby
- 1984: Airwolf
- 1985: Knight Rider (Fernsehserie)
- 1985: Mr. Belvedere (Fernsehserie)
- 1986: Die Jetsons (Fernsehserie, Stimme)
- 1986: Freitag der 13. Teil VI – Jason lebt
- 1990: Ski Academy
- 1990–1992: Tiny Toon Abenteuer (Fernsehserie, Stimme)
- 1991–1995: Palm Beach-Duo (Fernsehserie)
- 1992–1994: Batman: The Animated Series (Fernsehserie, Stimme)
- 1993: Tom & Jerry Kids (Fernsehserie, Stimme)
- 1993: Seinfeld (Fernsehserie)
- 1993: Bonkers, der listige Luchs von Hollywood (Fernsehserie, Stimme)
- 1994: Taz-Mania (Fernsehserie, Stimme)
- 1994: Gargoyles – Auf den Schwingen der Gerechtigkeit (Fernsehserie, Stimme)
- 1994–1996: Der Tick (Fernsehserie, Stimme)
- 1995–1997: Pinky und der Brain (Fernsehserie, Stimme)
- 1996–1997: Duckman (Fernsehserie, Stimme)
- 1996: Quack Pack – Onkel D. & Die Boys! (Fernsehserie, Stimme)
- 1999: Brüder Flub (Fernsehserie, Stimme)
- 2000: Rugrats in Paris – Der Film (Stimme)
- 2000: Captain Buzz Lightyear – Star Command (Fernsehserie, Stimme)
- 2003: Bärenbrüder (Stimme)
- 2005: Gash! (Fernsehserie, Stimme)
- 2005–2006: Deckname: Kids Next Door (Fernsehserie, Stimme)
- 2006: Happy Feet
- 2007: The Batman (Fernsehserie, Stimme)
- 2009–2010: The Super Hero Squad Show (Fernsehserie, Stimme)
- 2010: Batman: The Brave and the Bold (Fernsehserie, Stimme)